# آوچی
آوچی جماعت و شهرکی در شمال غربی تاجیکستان است که در ناحیهٔ غانچی ولایت سغد قرار دارد. جمعیت این جماعت ۲۳٬۴۰۷ نفر است.